# Phaonantho
Phaonantho är ett släkte av tvåvingar. Phaonantho ingår i familjen blomsterflugor.
Kladogram enligt Catalogue of Life:
| Phaonantho | \| \| Phaonantho benevola \| \| \| \| \| \| Phaonantho sordilloae \| \| \| \| |
|            | \| \| Phaonantho benevola \| \| \| \| \| \| Phaonantho sordilloae \| \| \| \| |
|            | Phaonantho benevola                                                           |
|            |                                                                               |
|            | Phaonantho sordilloae                                                         |
|            |                                                                               |